# Lisa Barbelin
Lisa Barbelin (n. 10 aprilie 2000, Ley⁠(d), Lorraine⁠(d), Franța) este o arcașă ce a reprezentat Franța, medaliată olimpică. A participat la două ediții ale Jocurilor Olimpice (2020, 2024) în care a câștigat o medalie de bronz.